# Жумаханов, Санат Сансызбаевич
Санат Сансызбаевич Жумаханов (каз. Санат Сансызбайұлы Жұмаханов; род. 30 января 1988, Чимкент) — казахстанский футболист, нападающий.

## Карьера
Карьеру начинал в родном Ордабасы с 2004 по 2009.
С 2009 по 2011 играл за Восток.
В 2012 году играл за «Кыран».
В начале 2013 года стал игроком клуба «Ордабасы», но не закрепившись в основном составе летом вернулся в «Кыран».
В 2015 году играя за «Тараз» в 27 матчах забил 2 мяча.
В 2016 году переходит в «Окжетпес».
В 2017 году подписал контракт с клубом «Ордабасы», за который провёл 7 матчей в чемпионате Казахстана.
В начале 2018 года перешёл в «Окжетпес».

## Достижения

### Командные
«Ордабасы»
- Финалист Кубка Казахстана: 2007
- Бронзовый призёр чемпионата Казахстана: 2017

«Восток»
- Победитель первой лиги: 2010

«Кыран»
- Серебряный призёр первой лиги: 2014

«Окжетпес»
- Победитель первой лиги (2): 2018, 2022

### Личные
- Лучший футболист первой лиги 2014 г.
- Лучший игрок первой лиги август 2018 г.
- Лучший игрок первой лиги июнь 2021 г.
- Лучший игрок первой лиги апрель 2022 г.

## Клубная статистика
| Игровая карьера | Игровая карьера | Игровая карьера | Лига | Лига | Кубок | Кубок | Межд. | Межд. | Др. | Др. |
| --------------- | --------------- | --------------- | ---- | ---- | ----- | ----- | ----- | ----- | --- | --- |
| 2018            | Окжетпес        | Б               | 32   | 19   | 2     | 2     | —     | —     | —   | —   |
| 2019            | Окжетпес        | А               | 29   | 5    | 1     | 0     | —     | —     | —   | —   |
| 2020            | Окжетпес        | А               | 25   | 1    | —     | —     | —     | —     | —   | —   |
| 2021            | Окжетпес        | Б               | 23   | 10   | 1     | 0     | —     | —     | —   | —   |
| 2022            | Окжетпес        | Б               | 25   | 14   | 1     | 0     | —     | —     | —   | —   |
| 2023            | Окжетпес        | А               | 25   | 2    | 2     | 0     | —     | —     | —   | —   |